# FATCA
Der Foreign Account Tax Compliance Act (FATCA) ist ein im Jahr 2010 in Kraft getretenes Gesetz, das in den USA steuerpflichtige Naturalpersonen und Unternehmen mit Sitz außerhalb der USA zur Mitteilung steuererheblicher Daten, insbesondere von Auslandskonten gegenüber den US-Steuerbehörden verpflichtet. Durch bilaterale Abkommen mit anderen Staaten wollen die USA den gegenseitigen Datenaustausch gewährleisten.
Ziel ist die Bekämpfung von Steuerflucht und die Förderung der Steuerehrlichkeit bei internationalen Sachverhalten.

## Geschichte
FATCA wurde am 18. März 2010 in den USA im Rahmen des Hiring Incentives to Restore Employment Act (HIRE Act) in Kraft gesetzt. Die erste Version der Umsetzungsrichtlinie der US-Steuerbehörde Internal Revenue Service (IRS) hierzu ist mit der Notice 2010-60 im September 2010 veröffentlicht worden. Das IRS veröffentlichte im April 2011 die Notice 2011-34, im Juli 2011 die Notice 2011-53 und im Februar 2012 die Proposed Regulations.
Im Juli 2012 kündigten die USA zusammen mit den Ländern Deutschland, Frankreich, Großbritannien, Italien und Spanien an, FATCA in diesen sogenannten „FATCA-Partnerländern“ auf Basis bilateraler Vereinbarungen umzusetzen. Dabei stellten die Staaten ein bilaterales Musterabkommen vor. Großbritannien unterschrieb als erstes Land im September 2012 ein zwischenstaatliches Abkommen (Intergovernmental Agreement, kurz: „IGA“) mit den USA.
Stand August 2024 haben über 100 Staaten ein entsprechendes IGA unterzeichnet, mehr als 30 weitere stehen in Verhandlungen mit den USA. Finanzinstitute in diesen als „FATCA-Partnerländern“ bezeichneten Staaten erhalten so eine rechtlich belastbare Grundlage für die Erhebung und Meldung der geforderten Daten.
Die IRS veröffentlichte im Januar 2013 die Final Regulations für Nicht-FATCA-Partnerländer.

## Hintergrund
Mit FATCA soll verhindert werden, dass US-steuerpflichtige Personen insbesondere mittels im Ausland befindlicher Finanzinstitutionen bzw. anderer Nicht-US-Rechtsgebilde ihre Steuern verkürzen. Dies soll vor allem durch eine Ausweitung der Berichtsverpflichtungen (Reporting) erreicht werden:
- Finanzinstitutionen müssen einen zusätzlichen Vertrag mit dem IRS abschließen.
- Alle, auch Nicht-US-Kunden außerhalb der USA müssen hinsichtlich ihrer US-Steuerpflicht eindeutig identifiziert werden. Insbesondere sind solche US-Personen zu erkennen, die Anteilsinhaber von Unternehmen und Personengesellschaften sind (wenn diese vorrangig investierend tätig sind, also passive Unternehmen, nach FATCA: passive NFFE = Non financial foreign entity).
- Bereits der Verdacht, dass eine Person außerhalb der USA eine US-Person sein könnte, soll Finanzinstitutionen dazu verpflichten, den Indizien für eine US-Steuerpflicht nachzugehen und diese zu klären.
- Es müssen nun auch Einlagenkonten und nicht an der Börse gehandelte Beteiligungen am Kapital bzw. Verbindlichkeiten jährlich an den IRS gemeldet werden.
- Der Begriff der Einnahmen, die zu berichten sind, ist stark erweitert worden.
- Gutschriften, Belastungen und Höchststände auf den Konten sind zu berichten.

Es wird ein Quellensteuerabzug in Höhe von 30 % auf alle Einnahmen aus US-Quellen (withholdable payments) für nicht kooperationswillige Kunden und Finanzinstitutionen vorgenommen. Das primäre Ziel ist aber die Identifikation und Meldung der US-Steuerpflichtigen.
Der Steuerabzug hat keinen Abgeltungscharakter und ersetzt nicht die Abgabe der jährlichen FATCA-Meldung.

## Umsetzung

### Deutschland
Am 8. Februar 2012 haben die USA mit der Bundesrepublik Deutschland und anderen Staaten eine gemeinsame Erklärung über eine zwischenstaatliche Vorgehensweise zur Verbesserung der Steuerehrlichkeit im grenzüberschreitenden Bereich und zur Umsetzung des FATCA herausgegeben:
Danach
- muss nicht jedes Finanzinstitut einen Vertrag mit dem IRS abschließen
- verzichten die USA ggf. auf die Quellensteuer
- müssen die relevanten Daten lediglich an deutsche Behörden übermittelt werden, die sie dann an die US-Behörde weiterleiten
- hat Deutschland Ausführungsbestimmungen in Bezug auf FATCA zu erlassen.
- Die USA verpflichten sich, dem jeweiligen Vertragspartner Informationen über Zins- und Dividendeneinkünfte zur Verfügung zu stellen, die die US-Steuerbehörde von US-Finanzinstituten erhebt.

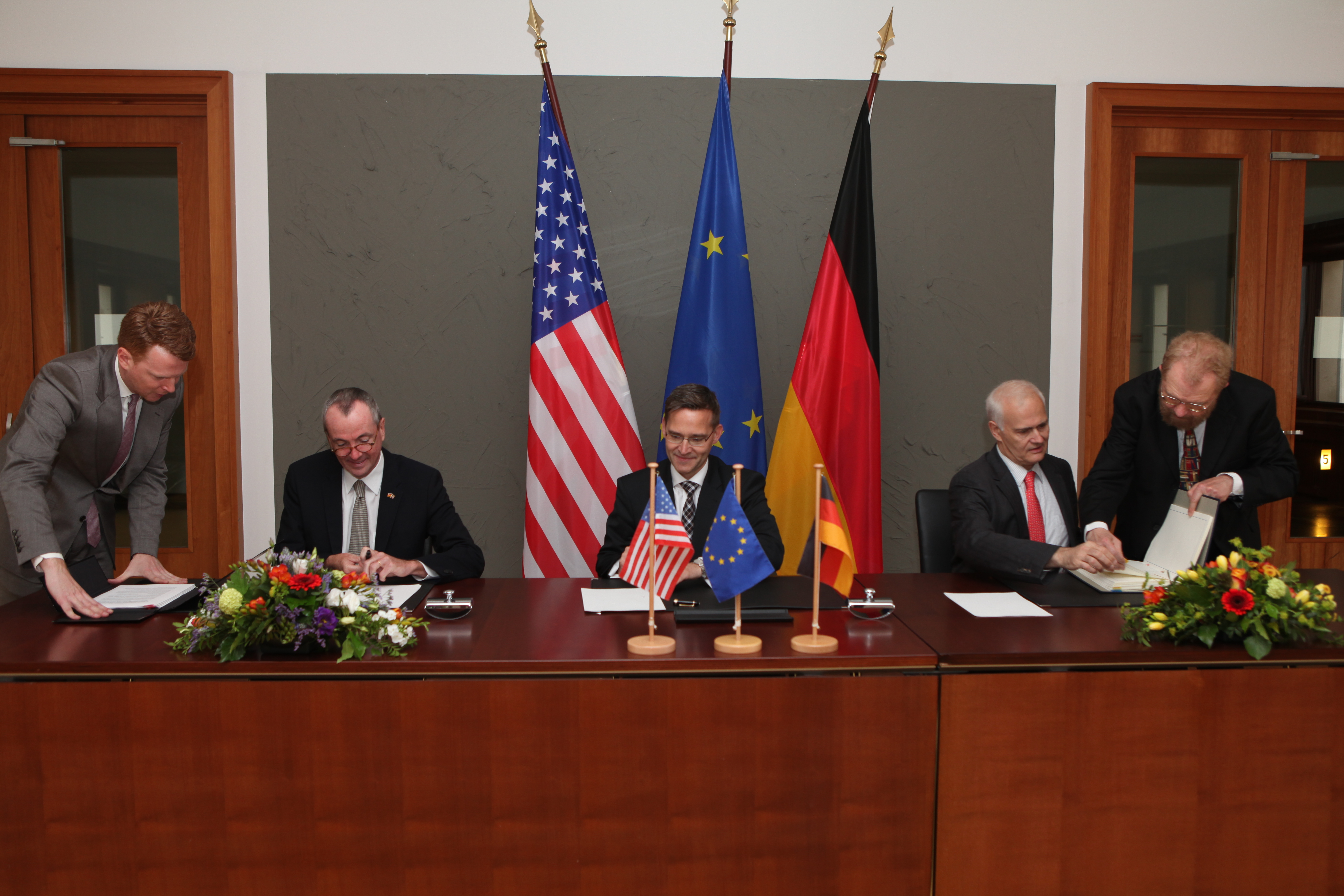
Unterzeichnung des Abkommens zwischen den USA und der Bundesrepublik Deutschland am 31. Mai 2013

Am 31. Mai 2013 unterzeichneten die USA und die Bundesrepublik Deutschland ein Abkommen zur Förderung der Steuerehrlichkeit bei grenzüberschreitenden Sachverhalten, dem der Deutsche Bundestag mit Gesetz vom 10. Oktober 2013 zugestimmt hat. Auf Grundlage des § 117c Abgabenordnung hat das Bundesfinanzministerium die FATCA-USA-Umsetzungsverordnung vom 23. Juli 2014 erlassen. Details zur praktischen Umsetzung des Datenaustausches regelt das BMF-Schreiben vom 1. Februar 2017.

### Österreich
Das Abkommen zwischen der Republik Österreich und den Vereinigten Staaten über die Zusammenarbeit für eine erleichterte Umsetzung von FATCA wurde am 29. April 2014 im Ministerrat beschlossen und am selben Tag unterzeichnet.

### Schweiz
Die Schweiz hat 2014 mit den USA in einem Notenaustausch das Abkommen zwischen der Schweiz und den Vereinigten Staaten von Amerika über die Zusammenarbeit für eine erleichterte Umsetzung von FATCA vereinbart (sog. „FATCA Model 2 IGA“), welches das Schweizer Bankgeheimnis aufweicht: Kontoinhaber deklarieren ihrer Bank per Selbstauskunft, ob sie US-Kunden sind, bei Bejahung werden die Daten direkt an die US-Steuerbehörde geliefert. Daten nicht kooperationswilliger Kunden können die USA auf dem ordentlichen Amtshilfeweg anfordern.

## Kritik
Problematisch an FATCA ist die besondere Ausprägung des amerikanischen Steuerrechtes, welches als Voraussetzung für eine Steuerpflicht in den Vereinigten Staaten nicht an die Gebietsansässigkeit einer Person anknüpft, sondern allein den Besitz der US-Staatsbürgerschaft. Da diese u. a. automatisch durch Geburt in den USA erworben wird, werden Menschen durch FATCA erfasst und der amerikanischen Steuerpflicht unterworfen, die dort weder leben noch arbeiten.
So ist die Bank eines Nicht-US-Bürgers, der zufällig durch einen Aufenthalt der Eltern in den USA geboren wurde, dort aber weder lebt noch arbeitet, gesetzlich verpflichtet, dessen Personen- und Kontodaten allein aufgrund seines Geburtsortes über das Bundeszentralamt für Steuern an die amerikanische Steuerbehörde IRS zu melden, mit der Folge, dass eine Verpflichtung zur jährlichen Abgabe von amerikanischen Steuererklärungen und ggf. Steuerzahlungen entsteht.
Durch die rechtliche Umsetzung von FATCA beteiligen sich Drittstaaten am Vollzug eines Steuerrechtes, welches durch die Anknüpfung an die Staatsbürgerschaft weltweit einmalig ist und gegen europäische steuerrechtliche Grundsätze verstößt. Den durch eine Steuerpflicht in den USA entstehenden erheblichen bürokratischen und ggf. auch finanziellen Konsequenzen versuchen sich immer mehr Auslandsamerikaner seit dem Inkrafttreten von FATCA durch einen Verzicht auf ihre Staatsbürgerschaft zu entziehen, was jedoch auch mit erheblichem Aufwand und Kosten verbunden ist.
Die Gegenseitigkeit ist aus deutscher Sicht nicht verbürgt.
Die datenschutzkonforme Umsetzung ist im Hinblick auf das Bankgeheimnis eine besondere Herausforderung.

## Europäische Union
Schon seit der Sparzinsen-Richtlinie 2003/48/EG und der Amtshilfe-Richtlinie 2011/16/EU gibt es dem Foreign Account Tax Compliance Act vergleichbare Instrumente zum Austausch von Informationen über Einkünfte aus Finanzgeschäften zwischen den Mitgliedstaaten der Europäischen Union. Die Richtlinien verpflichten die Mitgliedstaaten, Zinseinkünfte von Personen anderer Mitgliedstaaten an den Ansässigkeitsstaat weiterzuleiten („EU-FATCA“).
Die Amtshilfe-Richtlinie wurde 2014 bezüglich der Verpflichtung zum automatischen Austausch von Informationen im Bereich der Besteuerung geändert. Die Änderungsrichtlinie wurde in Deutschland mit dem Gesetz zum automatischen Austausch von Informationen über Finanzkonten in Steuersachen zum 31. Dezember 2015 umgesetzt.
Mit dem Gesetz wird die Anwendung des gemeinsamen Meldestandards für den automatischen Austausch von Informationen über Finanzkonten in Steuersachen mit Mitgliedstaaten der Europäischen Union aufgrund der geänderten EU-Amtshilferichtlinie sowie mit Drittstaaten aufgrund der von der Bundesrepublik Deutschland in Berlin unterzeichneten OECD-Vereinbarung vom 29. Oktober 2014 (Common Reporting Standard) geregelt.